# Šíp (Velká Fatra)
Šíp (1170 m n. m.) je masivní skalnatá hora vypínající se nad soutokem řek Orava a Váh v pohoří Velká Fatra v okrese Ružomberok. Nachází se ve stejnojmenné národní přírodní rezervaci Šíp.
Šíp vytváří významnou krajinnou dominantu celého okolí soutoku obou řek. Jeho prominence 555 metrů je 23. nejvyšší ze všech slovenských hor.

## Přístup
Vrchol Šípu je zpřístupněn po žlutě značené turistické trase vedoucí od železniční zastávky Kraľovany do obce Stankovany. Tato turistická trasa překonávala na úseku mezi chatami Pod Šípem a vrcholem Zadního šípu velmi strmý úsek, který byl v roce 2009 nahrazen lehčí trasou přes „Lazy“.
Z hlavního vrcholu je téměř kruhový rozhled, na nižším západním vrcholu Zadního šípu s nadmořskou výškou 1143 m je podle pověsti již od dob svatého Cyrila a Metoděje velký dřevěný kříž. Tento kříž byl naposledy obnoven roku 2005 po jeho zničení letní větrnou smrští.

## Ochrana přírody
Již od roku 1980 je celé území Šípu o rozloze 302 ha chráněno jako národní přírodní rezervace. Hlavním důvodem pro prohlášení byl výskyt vzácných rostlinných a živočišných společenstev vázaných na vápencové a dolomitické skály.

## Externí odkazy

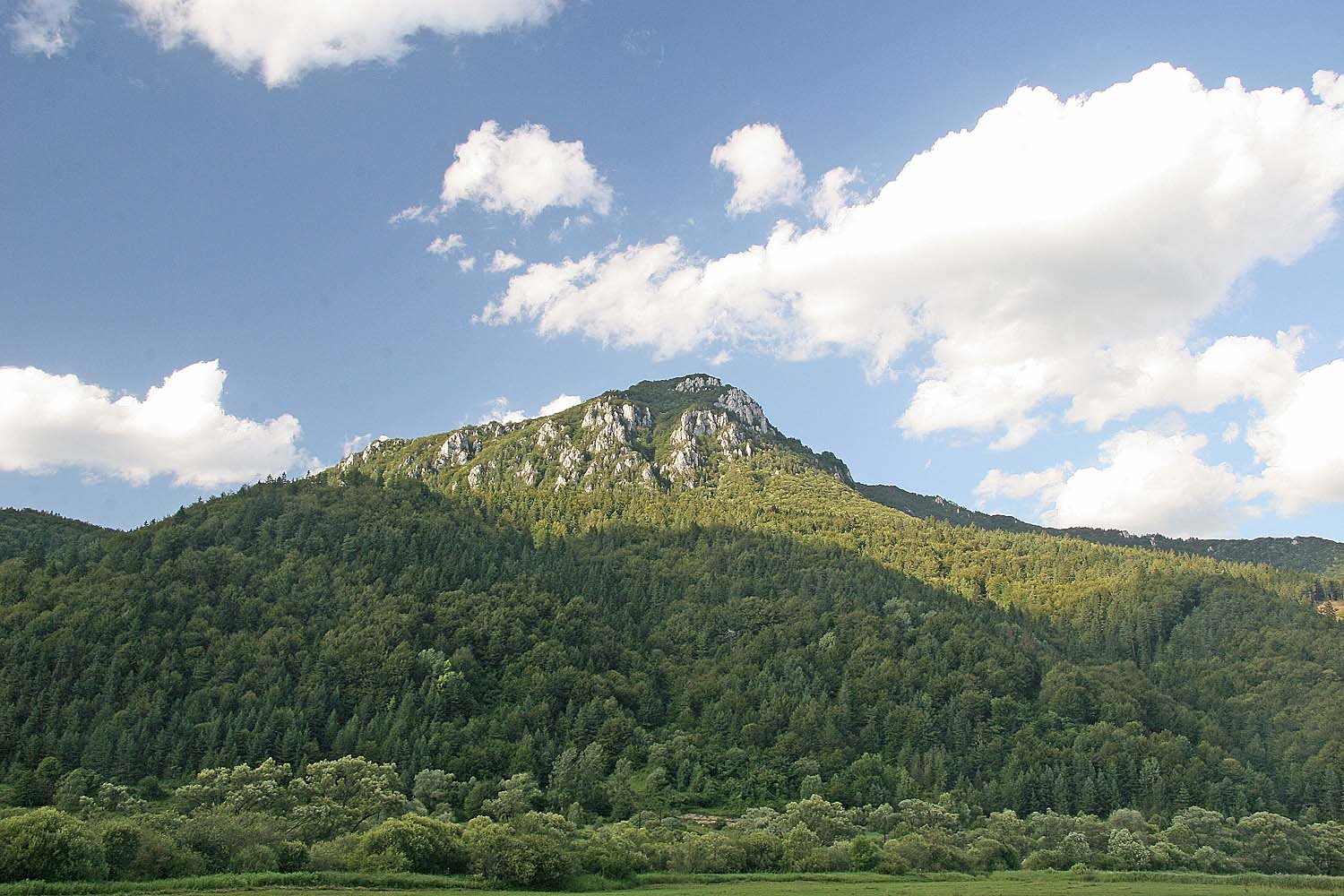
Šíp při pohledu z jihozápadu